# 李聪甫
李聪甫（1905年—1990年），曾用名李明，男，湖北黄梅人，中国中医学家，曾任中国农工民主党中央委员会常务委员，第三届全国人大代表，第五、六届全国政协委员。